# Waldenburg (Badenia-Wirtembergia)
Waldenburg – miasto w Niemczech, w kraju związkowym Badenia-Wirtembergia, w rejencji Stuttgart, w regionie Heilbronn-Franken, w powiecie Hohenlohe, wchodzi w skład związku gmin Hohenloher Ebene. Leży ok. 12 km na południe od Künzelsau.

## Historia
Waldenburg było wspominane po raz pierwszy w dokumentach z 1253 r. W 1330 r. występuje w dokumentach jako miasto. Wraz z podziałem dóbr rodziny von Hohenlohe w 1553 r. Waldenburg stał się rezydencją hrabiów a później książąt zu Hohenlohe-Waldenburg.
W czasie wojny trzydziestoletniej znacząco zmniejszyła się ludność miasta Po powstaniu Związku Reńskiego miasto w 1806 r. włączono do Królestwa Wirtembergii.
W kwietniu 1945 r. zostało zniszczone prawie całkowicie przez amerykańską artylerię. Od 1952 r. leży w granicach kraju związkowego Badenia-Wirtembergia. 1 stycznia 1971 r. do miasta włączono gminę Obersteinbach.

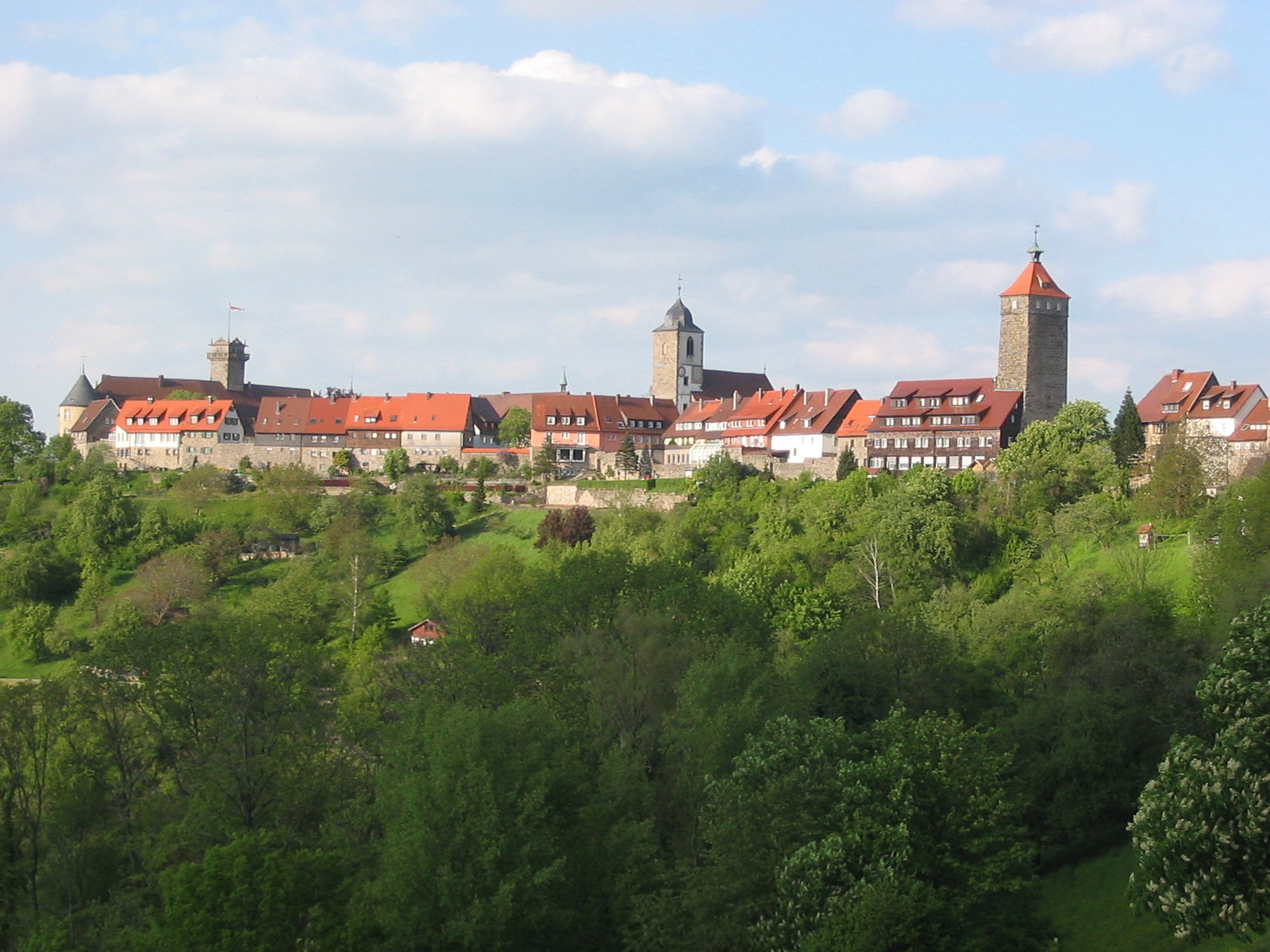
Waldenburg